# تونكو عبد الملك
تونكو عبد الملك بن السلطان بدلي شاه (24 سبتمبر 1929 - 29 نوفمبر 2015) كان الوريث المفترض لعرش قدح. هو ابن السلطان بدلي شاه وشقيق الحاكم الراحل السلطان عبد الحليم. وكان وصيَا على ولاية قدح من 1970 إلى 1975.

## سيرته
تولى العرش شقيقه الأكبر تونكو عبد الحليم عام 1958 بعد وفاة والدهم. أصبح تونكو عبد الملك وصيًا على ولاية قدح من 1970 إلى 1975 عندما أصبح أخوه السلطان عبد الحليم الأول يانغ دي برتوان أغونغ. لأن السلطان عبد الحليم ليس له أبناء، وأصبح تونكو عبد الملك وريثًا في عام 1981، وأصبح راجا مودا لقدح.
تزوج تونكو عبد الملك من ابنة السلطان حسام الدين علم شاه سلطان سلاغور في 16 يوليو 1957 في ألور سيتار. وظلا متزوجين لمدة 58 عامًا حتى وفاتها في سبتمبر 2015.

## وفاته
توفي تونكو عبد الملك في الساعة 1:00 صباح يوم 29 نوفمبر 2015، عن عمر يناهز 86 عامًا في مستشفى سلطانة بهية، في ألور ستار. ودفن جثمانه في ضريح قدح الملكي في لانجار.